# Kunsthalle Basel

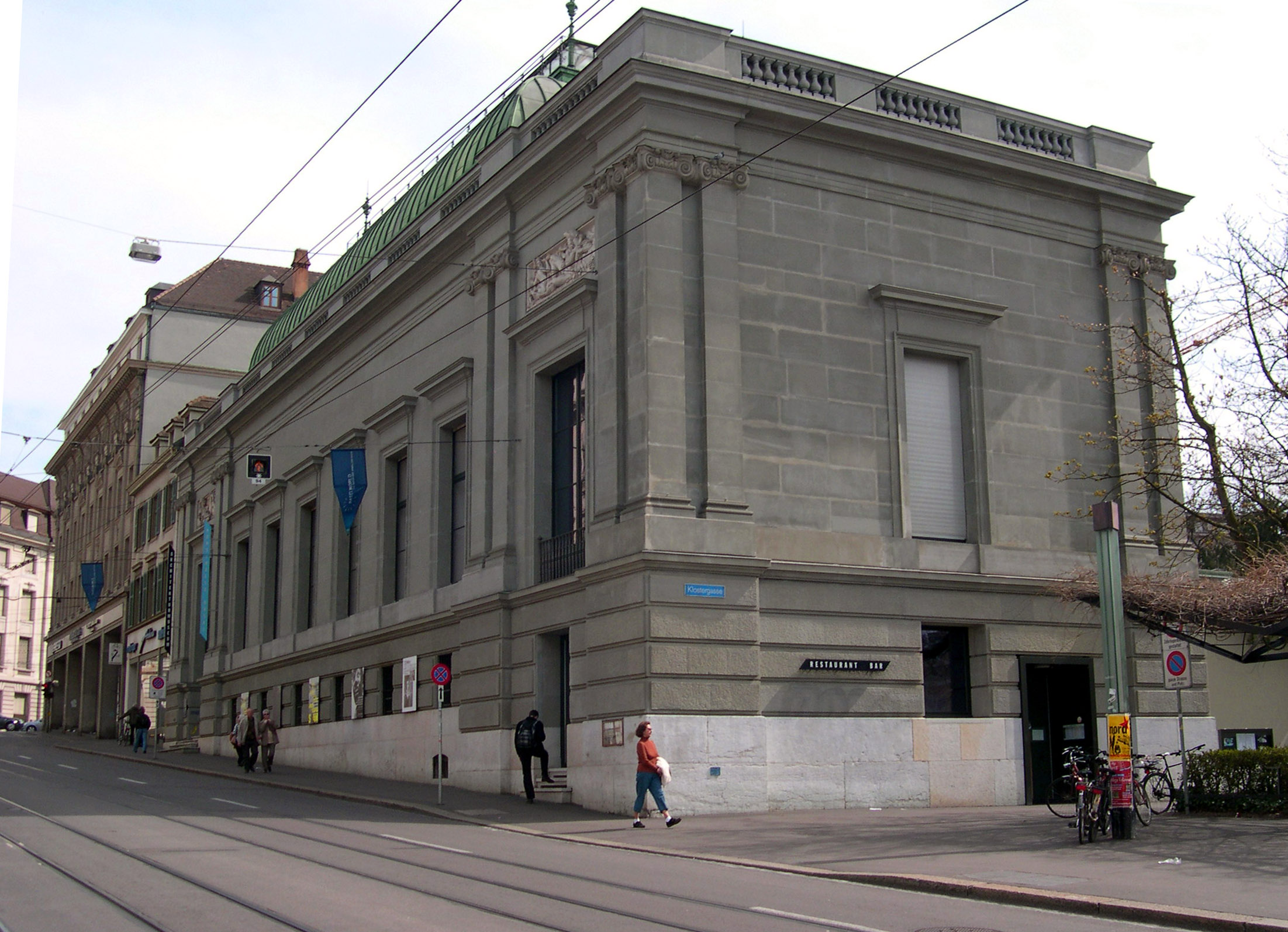
Kunsthalle

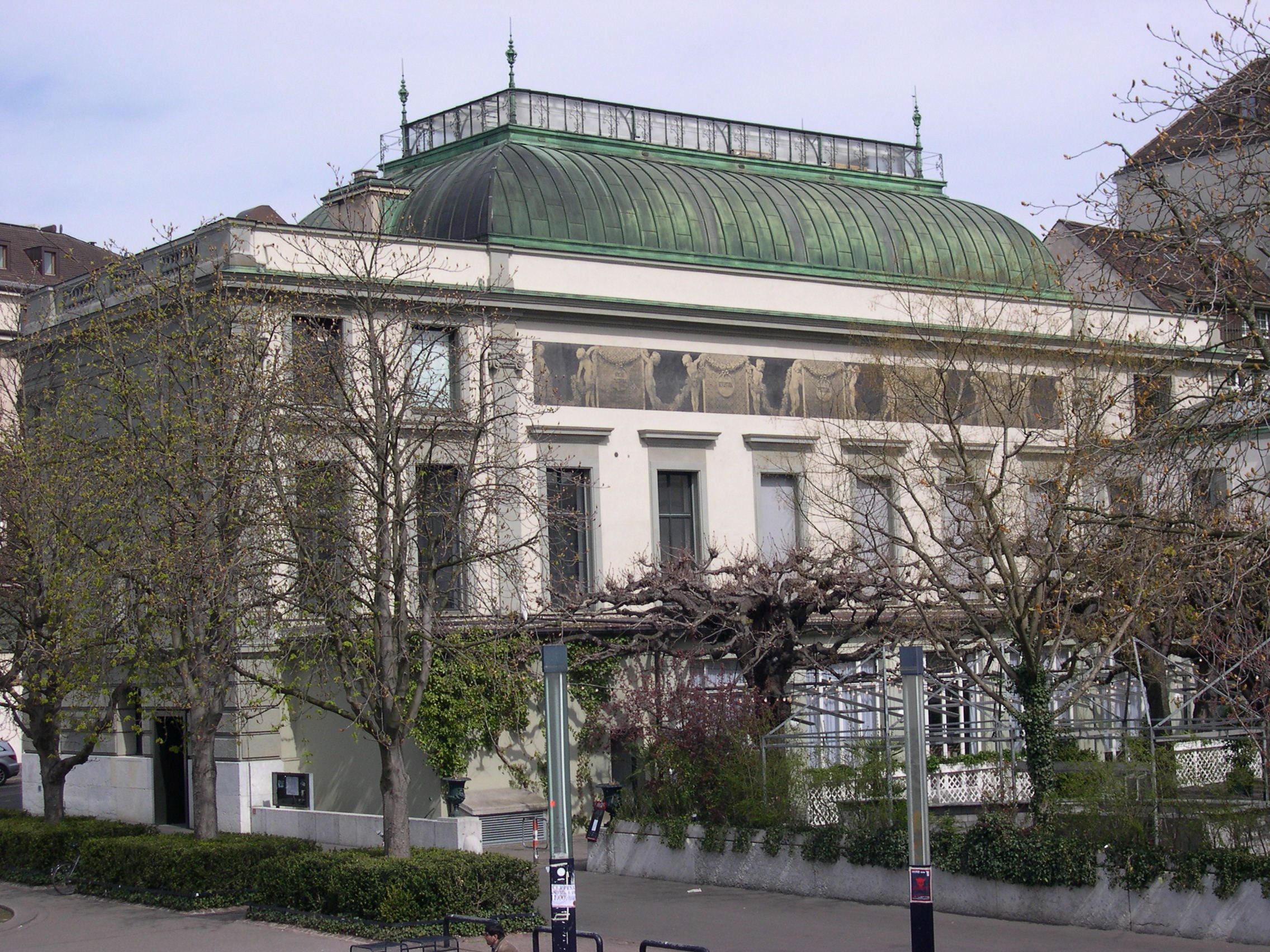
Kunsthalle, achterzijde met de Hofgarten

De Kunsthalle Basel is een kunsthal/expositieruimte voor hedendaagse kunst aan de Steinenberg 7 in de Zwitserse stad Bazel.

## Geschiedenis
Het historische gebouw werd door de architect Johann Jakob Stehlin ontworpen in opdracht van de Basler Kunstverein en in 1872 geopend. De Kunsthalle diende er toe de interesse voor kunst in Bazel te bevorderen en onder de aandacht van het publiek te brengen, maar was ook een ontmoetingspunt voor kunstenaars en kunstminnenden. Het gebouw omvatte een verenigingslokaal (thans Restaurant Kunsthalle), een bibliotheek en een zaal voor permanente exposities op de begane grond. Wisseltentoonstellingen werden gehouden op de bovenverdieping. De verfraaiing van het gebouw kwam voor rekening van de kunstenaars Arnold Böcklin, Carl Brünner, Ernst Stückelberg en Charles Iguel.
Gedurende de twintiger en de dertiger jaren bevond zich in het gebouw een deel van de kunstverzameling van de stad Bazel. Deze collectie verhuisde na de gereedkoming van de bouw van het museum in 1936 naar het Kunstmuseum Basel.

## Uitbreidingen
De kunsthal werd aan de tuinzijde uitgebreid met een beeldhouwatelier, welke aanbouw in 1898 een verdieping kreeg. In 1885 werd de Skulpturhalle Basel gebouwd (thans een niet-commerciële filmzaal, de Stadtkino), die in 1927 eveneens met een verdieping werd uitgebreid. Tussen 1969 en 1973 werd de Kunsthalle gerenoveerd, maar pas in 2004 werden het interieur en de technische infrastructuur ingrijpend aan de huidige museumeisen aangepast door Architectenbureau Miller & Maranta.

## Architectuurmuseum
In hetzelfde gebouw bevinden zich eveneens een restaurant, een bioscoop en sinds 2004 het Schweizerisches Architekturmuseum (S AM).